# هوانوردی عمومی

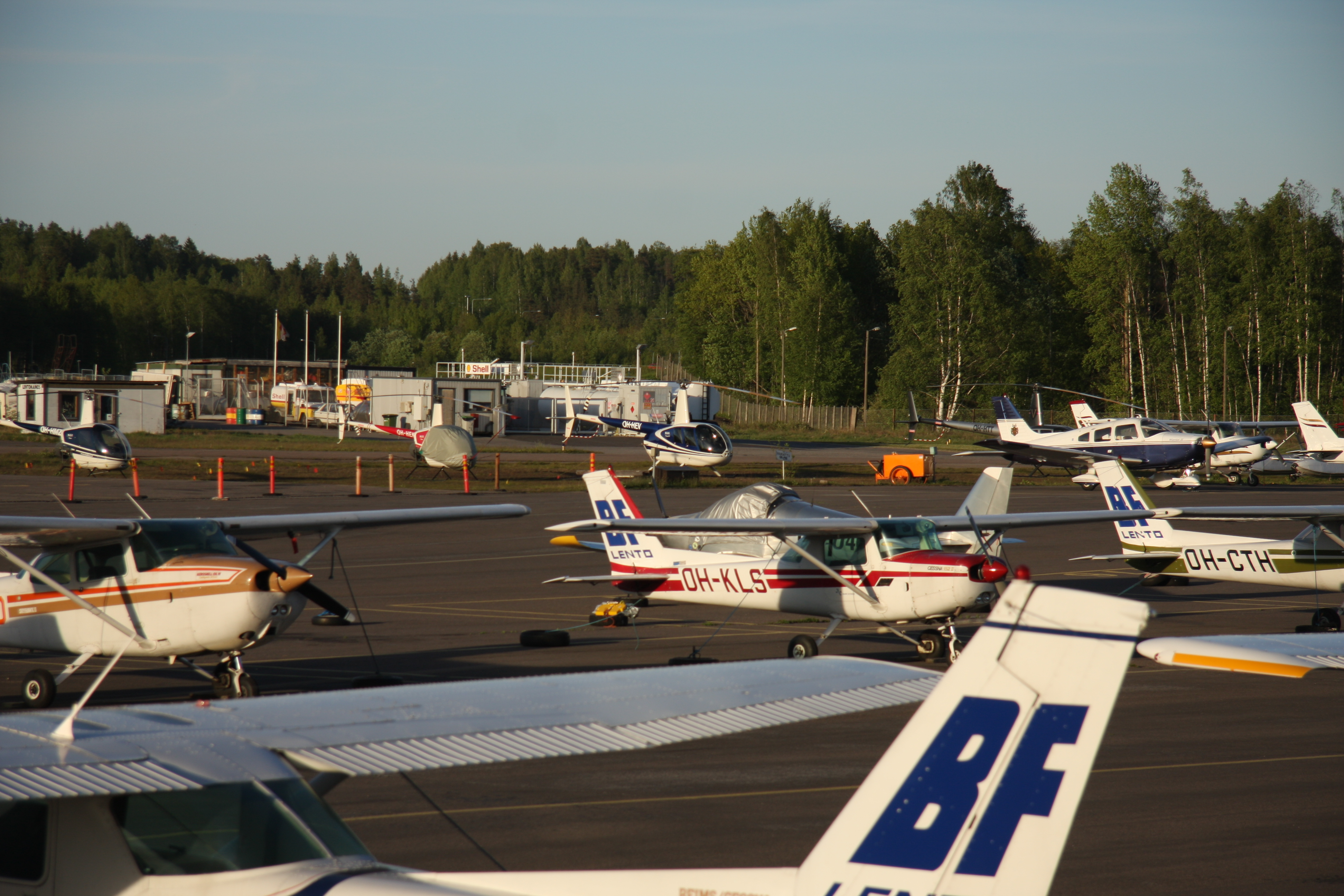
هوانوردی عمومی در فرودگاه هلسینکی-مالمی فنلاند

هوانوردی عمومی عبارتی کلی برای تمام انواع هوانوردی غیرنظامی به غیر از حمل و نقل هوایی برنامه‌ریزی شده و پروازهای برنامه‌ریزی نشده با هدف کسب درآمد یا پاداش است. در پروازهای هوانوردی عمومی از گلایدر و پاور پاراشوت تا جت تجاری استفاده می‌شود. بخش عمده‌ای از پروازهای انجام شده در جهان شامل هوانوردی شده و بسیاری از فرودگاه‌های جهان به این کار اختصاص داده می‌شوند. هوانوردی عمومی شامل بازه بزرگی از فعالیت‌های هوایی تجاری و غیر تجاری می‌شود.

## در جهان

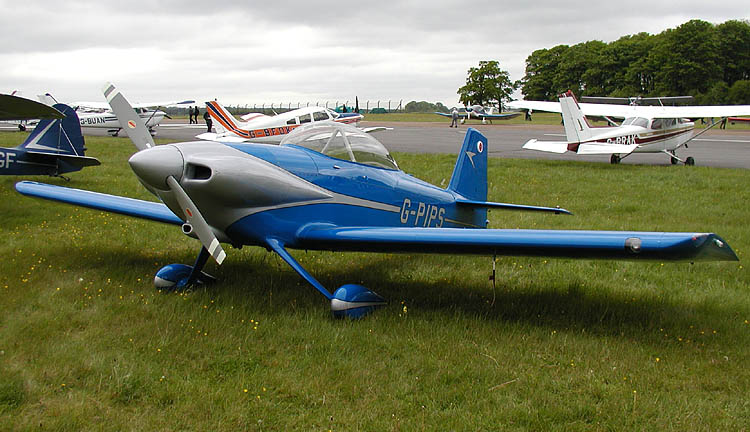
هواپیمای هوانوردی عمومی در فرودگاه کاتسوولد

### اروپا
آژانس ایمنی هوانوردی اروپا در سال ۲۰۰۳ به منظور سامان دهی متمرکز پروازها در مرز هوایی اتحادیه اروپا تأسیس و مسئول تأیید صلاحیت پرواز و مقررات زیست‌محیطی شد.

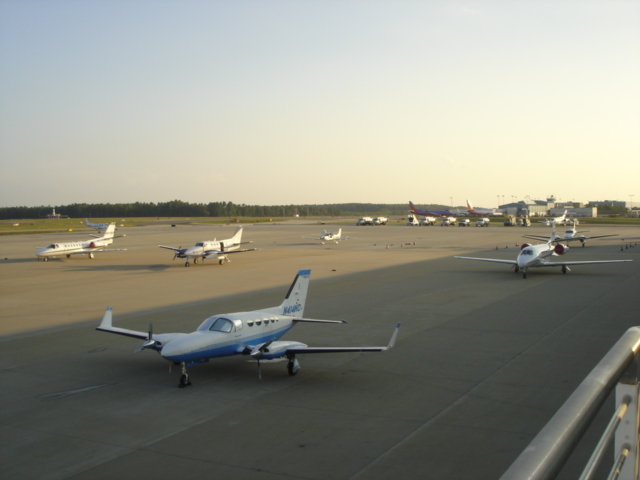
باند هوانوردی عمومی در فرودگاه بین‌المللی رالی-دورهام

### بریتانیا
تعداد ۲۱۰۰۰ هواپیمای غیرنظامی در بریتانیا ثبت شده‌اند که %۹۶ آن‌ها برای هوانوردی عمومی به کار می‌روند و سالانه ۱/۲۵ تا ۱/۳۵ میلیون ساعت پرواز با آن‌ها انجام می‌شود. تعداد ۲۸۰۰۰ نفر دارای گواهینامه خلبانی شخصی و ۱۰۰۰۰ نفر دارای گواهینامه پرواز با گلایدر هستند. بعضی از ۱۹۰۰۰ خلبانی که دارای گواهی حرفه‌ای پرواز هستند نیز جزء هوانوردان عمومی حساب می‌شوند. ۱۸۰۰ فرودگاه یا باند یا پروازگاه برای هواپیماهای هوانوردی عمومی وجود دارد که اندازه آن‌ها از فرودگاه داخلی بزرگ تا طول یک مزرعه کوچ متغیر است.
مقررات هوانوردی عمومی در بریتانیا توسط سازمان نظارت و ارزیابی شرکت‌ها و خطوط هواپیمایی کشوری بریتانیا وضع می‌شود. اگرچه افراد وضع‌کننده این قوانین به صورت دائم با آژانس ایمنی هوانوردی اروپا در ارتباط هستند. تمرکز اصلی بر استانداردهای صلاحیت پرواز و گواهینامه است که هدف آن‌ها دستیابی به استاندار ایمنی بالا است.

### آمریکای شمالی
هوانوردی عمومی در آمریکای شمالی بسیار پر طرفدار است. در این کشور ۶۳۰۰ فرودگاه (۵۲۰۰ فرودگاه در آمریکا و ۱۰۰۰ فرودگاه در کانادا) برای هوانوردی عمومی وجود دارد. در مقایسه، تنها ۵۶۰ فرودگاه برای پروازهای برنامه‌ریزی شده تجاری وجود دارد. بر اساس آمار اتحادیه خلبانان و دارندگان هواپیما هوانوردی عمومی تولیدکننده بیش از %۱ از تولید ناخالص داخلی آمریکا است و ایجادکننده ۱/۳ میلیون شغل در زمینه‌های خدمات حرفه‌ای و ساخت است.

## مقررات و امنیت
بسیاری از کشورها حق نظارت بر رفت‌وآمدهای هوایی بر کلیه هوانوردی غیرنظامی خارج از مرز هوایی خود که عضو سازمان بین‌المللی هوانوردی کشوری (ایکائو) هستند را دارند. نمونه‌ای از این سازمان‌ها شامل اداره هوانوردی فدرال آمریکا، سازمان نظارت و ارزیابی شرکت‌ها و خطوط هواپیمایی کشوری بریتانیا، اداره هوانوردی فدرال (آلمان)، دفتر فدرال هوانوردی غیرنظامی در سوئیس، ترانسپورت کانادا، اداره ایمنی هوانوردی غیرنظامی در استرالیا، ریاست عمومی هوانوردی غیرنظامی در هند و سازمان هواپیمایی کشوری در ایران هستند.
براساس آمار انجمن ایمنی حمل و نقل آمریکا در سال ۲۰۰۵ (به غیر از هوانوردی چارتر) در هر ۱۰۰٬۰۰۰ ساعت پرواز ۱/۳۱ (یا ۰/۰۱۶ نفر در هر پرواز) نفر کشته شده‌اند. در کانادا به ازای هر ۱۰۰۰ هواپیمای تفریحی، ۰/۷ نفر و به ازای هر ۱۰۰٬۰۰۰ ساعت پرواز تجاری ۱/۱ نفر کشته شده‌اند. بسیاری از خلبانان با تجربه هوانوردی عمومی، پرواز ایمن‌تری دارند. اگرچه ارتباط بین ساعت‌های پرواز، تکرار و نرخ سوانح پیچیده و برآورد آن سخت است.